# Boussois
Boussois település Franciaországban, Nord megyében. Lakosainak száma 3139 fő (2022. január 1.). Boussois Vieux-Reng, Assevent, Élesmes, Marpent és Recquignies községekkel határos.

## Népesség
A település népességének változása:
| Lakosok száma | 3228 | 3239 | 3268 | 3231 | 3212 | 3194 | 3176 | 3157 | 3139 |
|               | 2013 | 2015 | 2016 | 2017 | 2018 | 2019 | 2020 | 2021 | 2022 |